# Rhinesuchidae
Rhinesuchidae es un grupo extinto de temnospóndilos que vivieron desde finales del período Pérmico hasta comienzos del período Triásico en lo que ahora es Sudáfrica.

## Filogenia
Cladograma según Schoch en 2013:

|  | Lydekkerina                                                    |
|  |                                                                |
|  | \| \| Capitosauria \| \| \| \| \| \| Trematosauria \| \| \| \| |
|  |                                                                |
|  | Capitosauria                                                   |
|  |                                                                |
|  | Trematosauria                                                  |
|  |                                                                |

|  | Capitosauria  |
|  |               |
|  | Trematosauria |
|  |               |

|  | Lydekkerina                                                    |
|  |                                                                |
|  | \| \| Capitosauria \| \| \| \| \| \| Trematosauria \| \| \| \| |
|  |                                                                |
|  | Capitosauria                                                   |
|  |                                                                |
|  | Trematosauria                                                  |
|  |                                                                |

|  | Capitosauria  |
|  |               |
|  | Trematosauria |
|  |               |